# Griekse luchtmacht
De Griekse luchtmacht (Grieks: Πολεμική Αεροπορία, Polemikí Aeroporía, letterlijk " oorlogsluchtvaart ", soms afgekort als ΠΑ) is een van de drie takken van de Griekse strijdkrachten.
De Griekse luchtmacht heeft als missie het bewaken en beschermen van het Griekse luchtruim, luchtsteun en ondersteuning te bieden aan het Griekse leger en de Griekse marine en humanitaire hulp verlenen in Griekenland en over de hele wereld. De Griekse luchtmacht omvat ongeveer 33.000 actieve troepen, van wie 11.750 loopbaanofficieren, 14.000 professionele dienstplichtigen, 7.250 vrijwillige dienstplichtigen en 1.100 vrouwen. 
Het motto van de Griekse luchtmacht is de oud-Griekse uitdrukking Αἰὲν Ὑψικρατεῖν (Aièn Hypsikrateîn, "Domineer altijd de hoogten"). De vlag van de Griekse luchtmacht verbeeldt een vliegende adelaar voor de roundel van de Griekse luchtmacht.
Tijdens de monarchie tussen 1935-1973 stond deze luchtmacht bekend als de Koninklijke Griekse Luchtmacht (Grieks: Ἑλληνικὴ Βασιλικὴ Ἀεροπορία, Ellinikí Vasilikí Aeroporía).

## Geschiedenis

### Oorsprong
In 1911 stelde de Griekse regering Franse specialisten aan om de Griekse Luchtvaartdienst te vormen. Zes Griekse officieren werden voor training naar Frankrijk gestuurd, terwijl de eerste vier vliegtuigen bij Farman werden besteld. Alle zes officieren studeerden af aan de Farman-school in Étampes bij Parijs, maar slechts vier dienden daarna in de luchtvaart. De eerste Griekse burgervlieger die de militaire rang kreeg, was Emmanuel Argyropoulos, hij vloog op 8 februari 1912 in een Nieuport IV.G. "Alkyon". De eerste militaire vlucht werd op 13 mei 1912 gemaakt door luitenant Dimitrios Kamberos. In juni vloog Kamberos met de Farman "Daedalus", een vliegtuig dat was omgebouwd tot watervliegtuig. Dit toestel vestigde met een gemiddelde snelheid van 110 kilometer per uur een nieuw wereldrecord.

### Balkanoorlogen en nasleep (1912-1930)

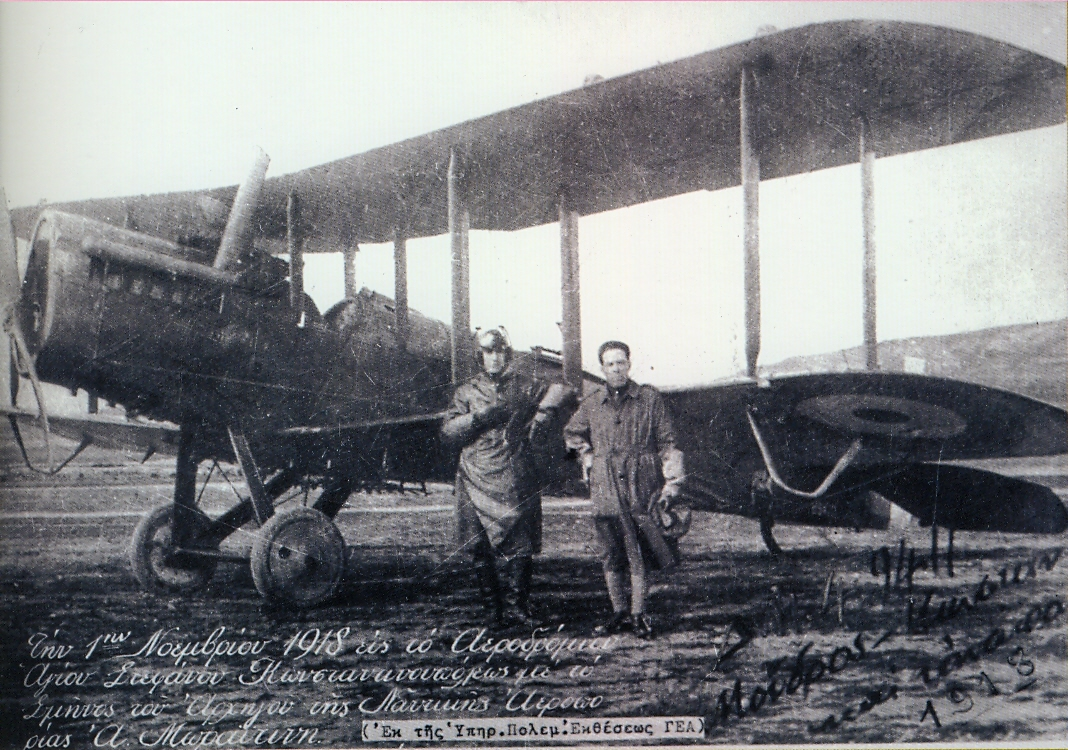
Griekse piloten op het vliegveld van San Stefano, na de wapenstilstand van Mudros.

Op 5 oktober 1912 vloog Kamberos de eerste gevechtsmissie, een verkenningsvlucht boven Thessalië. Dit was op de eerste dag van de Balkanoorlogen. Op dezelfde dag werd een soortgelijke missie uitgevoerd door Duitse huurlingen in Ottomaanse dienst, over het Thracische front tegen het Bulgaarse leger. De Griekse en de Ottomaanse missies, die toevallig op dezelfde dag werden gevlogen, waren de eerste militaire luchtvaartmissies tijdens een conventionele oorlog. In feite gebruikten alle Balkanlanden tijdens de Balkanoorlogen militaire vliegtuigen en buitenlandse huursoldaten.
Op 24 januari 1913 vond boven de Dardanellen de eerste maritieme samenwerkingsmissie in de geschiedenis plaats. Geholpen door de torpedobootjager Velos stelden Michael Moutoussis en Aristeidis Moraitinis een schema op van de posities van de Turkse vloot, waarop ze vier bommen lieten vallen. Dit was de eerste vastgelegde aanval op schepen vanuit de lucht.

### Oprichting, Tweede Wereld- en Burgeroorlog (1930–1950)

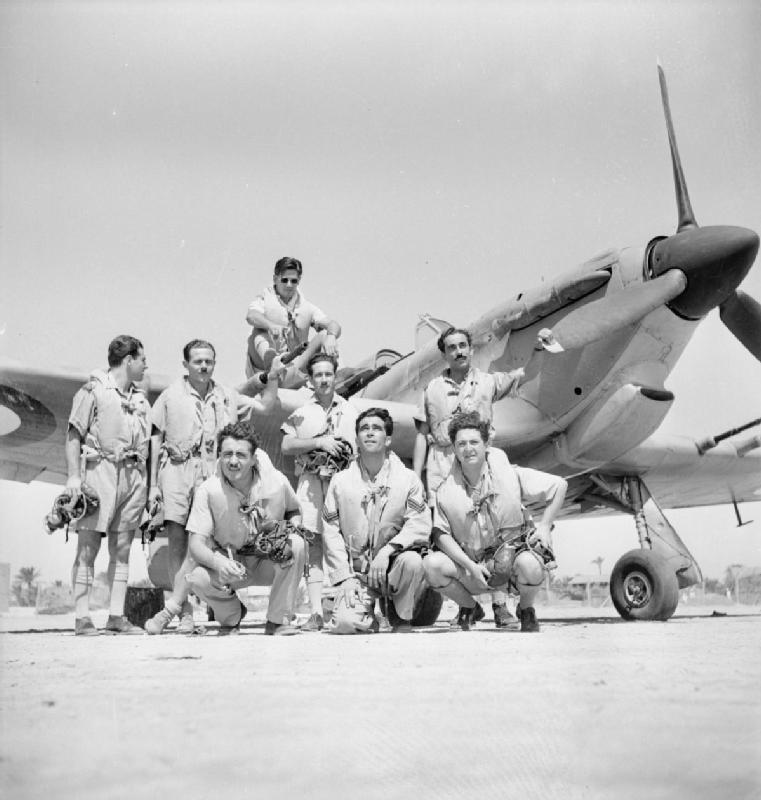
Griekse piloten van het 335th Fighter Squadron in Egypte, 1942

Aanvankelijk hadden het Griekse Leger en de Koninklijke Griekse Marine afzonderlijke afdelingen voor de luchtvaart. Dat veranderde toen in 1930 het Griekse Ministerie van Luchtvaart werd opgericht; de luchtmacht werd, naast het leger en de marine, de derde tak van de Griekse strijdkrachten.
In 1939 werd een bestelling geplaatst voor 24 Marcel Bloch MB.151 gevechtsvliegtuigen, waarvan slechts negen vliegtuigen Griekenland bereikten, het uitbreken van de Tweede Wereldoorlog belette de Fransen de bestelling te voltooien.
Tijdens de Italiaanse invasie van Griekenland, slaagde de Griekse luchtmacht erin de Italiaanse luchtmacht te weerstaan. De Griekse luchtmacht was zwaar in de minderheid was en telde slechts 79 vliegtuigen; de Aeronautica Militare telde tegen 380 jagers en bommenwerpers.
Op 30 oktober, twee dagen na het begin van de oorlog, was er het eerste luchtgevecht. Sommige Henschel Hs126's van 3/2 Flight of 3 Observation Mira vertrokken om Italiaanse legercolonnes te lokaliseren, maar ze werden onderschept en aangevallen door Fiat CR.42’s van 393 a Squadriglia. Een eerste Henschel werd geraakt en is neergestort, waarbij de waarnemer, Piloot Officier Evanghelos Giannaris, als eerste Griekse piloot sneuvelde in de oorlog. Een tweede Hs 126 werd neergehaald boven de berg Smolikas, waarbij Piloot Officier Lazaros Papamichail en sergeant Constantine Yemenetzis omkwamen. Op 2 november 1940 onderschepte een Breguet 19 de 3 Alpine Division Julia terwijl deze het Pindosgebergte binnendrong in een poging Metsovo te bezetten. Op dezelfde dag richtte 2e luitenant Marinos Mitralexis zonder munitie de neus van zijn PZL P.24 recht in de staart van een vijandelijke Cant Z1007bis- bommenwerper, verpletterde het roer.
Na 65 dagen oorlog had de Griekse luchtmacht 31 officieren verloren, 7 gewonden, plus 4 onderofficieren gedood en 5 gewond. Ondertussen was het aantal gevechtsvliegtuigen gedaald tot 28 jagers en 7 gevechtsklare bommenwerpers. Nog tegen maart 1941 was de Italiaanse invasie op lucht en grond met succes teruggedrongen, geholpen door de essentiële bijdrage van de Griekse luchtmacht aan de Griekse overwinning. Tijdens de Grieks-Italiaanse oorlog schoot de Griekse luchtmacht 68 vijandelijke vliegtuigen neer volgens officiële documenten en eiste daarna nog eens 24 op. De Britse RAF noemde 150 extra luchtoverwinningen tegen Italiaanse vliegtuigen. Het is echter verrassend dat de Italiaanse luchtmacht tijdens de hele campagne tegen de Grieken en later de Britten slechts 65 vliegtuigen heeft verloren, met 495 extra vliegtuigen als beschadigd gemeld.
In april 1941 viel de Duitse Wehrmacht Griekenland binnen om de Italiaanse aanval bij te staan. Tijdens deze tweede golf van buitenlandse invasie slaagde de Luftwaffe er uiteindelijk in om bijna de gehele Griekse luchtmacht te vernietigen. Sommige vliegtuigen konden ontsnappen naar het Midden-Oosten, waaronder 5 Avro Ansons, 1 Dornier Do 22 en 3 Avro 626's.
Tijdens de Duitse bezetting van Griekenland werd de luchtmacht herbouwd onder het geëxpatrieerde Griekse luchtmachtministerie gevestigd in Caïro. Er werden drie squadrons gebouwd, die onder bevel van de Britse RAF opereerden. Die squadrons waren het 13e Light Bombing Squadron met Avro Ansons, Bristol Blenheims en Martin Baltimores en de 335 en 336 Fighting Squadrons met Hawker Hurricane I en II's en Spitfire V-soorten. De luchtmachtsquadrons in het Midden-Oosten hebben verschillende missies uitgevoerd, waaronder konvooipatrouilles, zoeken naar onderzeeboten, aanvallende patrouilles, verkenning, aanval en onderschepping van vijandelijke vliegtuigen. In de zomer van 1943 namen de Griekse squadrons deel aan de aanval op de Duitse Wehrmacht op Kreta en vervolgens van mei tot november 1944 in Italië. In die jaren gingen 70 Griekse piloten verloren.
Tijdens de Tweede Wereldoorlog behaalden Griekse piloten die met de RAF vlogen vele overwinningen. De in Rhodesië geboren Wing Commander John Agorastos Plagis schoot 16 vijandelijke vliegtuigen neer boven Malta en West-Europa. Luitenant Vasilios Michael Vassiliadis werd gecrediteerd met 11,5 vijandelijke vliegtuigen boven West-Europa voordat hij op 15 maart 1945 omkwam boven Duitsland. Steve Pisanos, een immigrant naar de VS in 1938, sloot zich aan bij een Eagle Squadron van Amerikaanse vrijwilligers bij de RAF en vocht over West-Europa. Later vervoegde hij de USAAF en verwierf hij het Amerikaanse staatsburgerschap en bleef vliegen met hetzelfde squadron, dat nu deel uitmaakt van de USAF 4th FG. Hij had 10 overwinningen behaald met de USAAF in 1944.
Na de bevrijding van Griekenland in 1944 keerde de Griekse luchtmacht terug naar Griekenland en speelde vervolgens een beslissende rol in de Griekse burgeroorlog, die duurde tot 1950. Tegen die tijd was het opnieuw uitgerust met Supermarine Spitfire Mk IX, Supermarine Spitfire Mk XVI-jagers en Curtiss SB2C Helldiver- bommenwerpers.

### Naoorlogse ontwikkelingen (1950-1970)

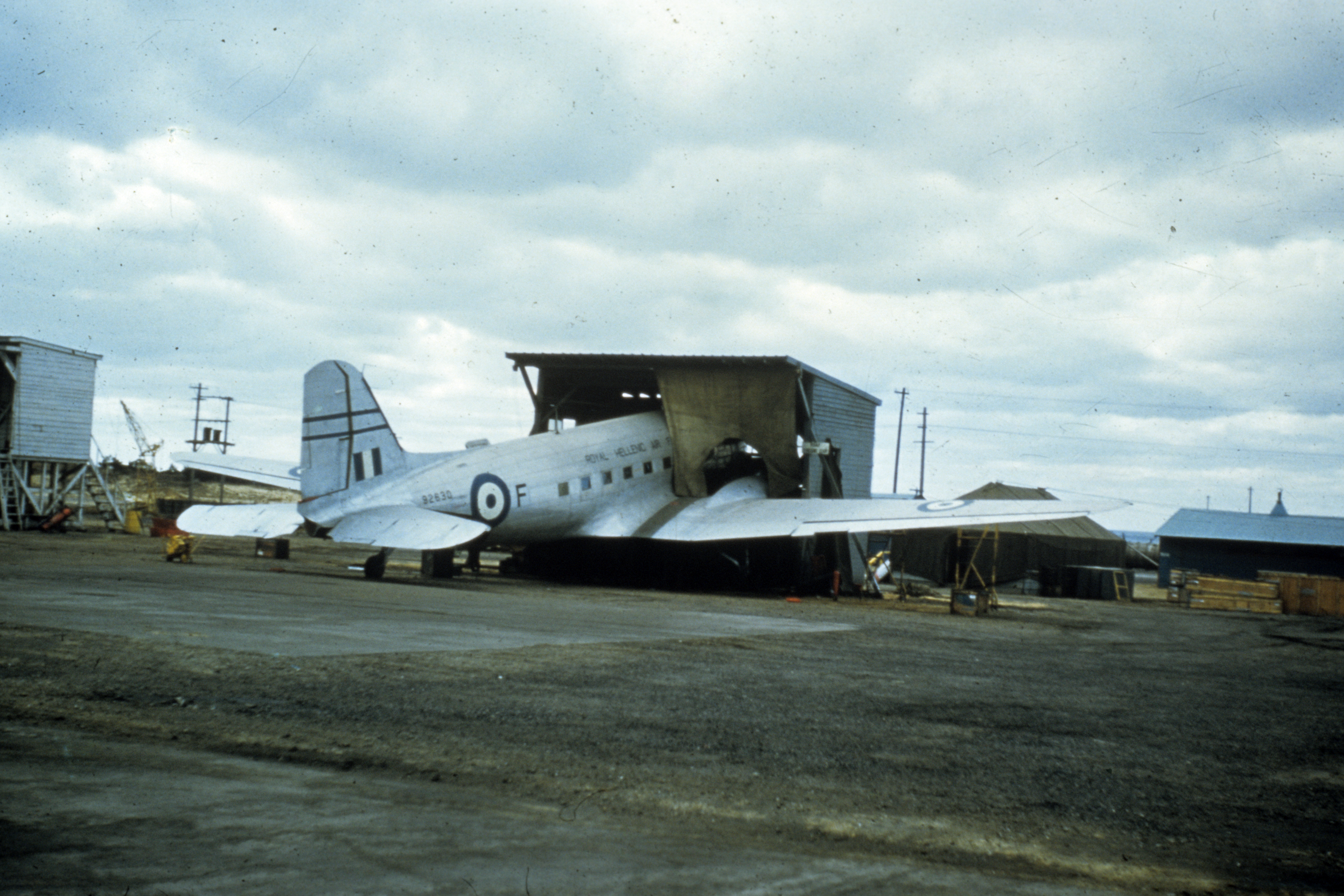
Een Douglas C-47 Dakota van de Griekse luchtmacht in 1953.

Na het einde van de Griekse burgeroorlog in november 1950 stuurde Griekenland 7 Douglas C-47 Dakota-transportvliegtuigen van het 13e Transportvliegtuigsquadron naar Zuid-Korea om de Verenigde Naties bij te staan. Griekse vliegtuigen werden tot mei 1955 in Korea ingezet. Griekse piloten vlogen duizenden missies, waaronder luchtevacuaties, personeelsvervoer, het verzamelen van inlichtingen en bevoorradingsvluchten. In 1952 trad Griekenland toe tot de NAVO en de luchtmacht werd herbouwd en georganiseerd volgens de NAVO-normen. Nieuwe vliegtuigen, inclusief straalvliegtuigen, werden geïntroduceerd.

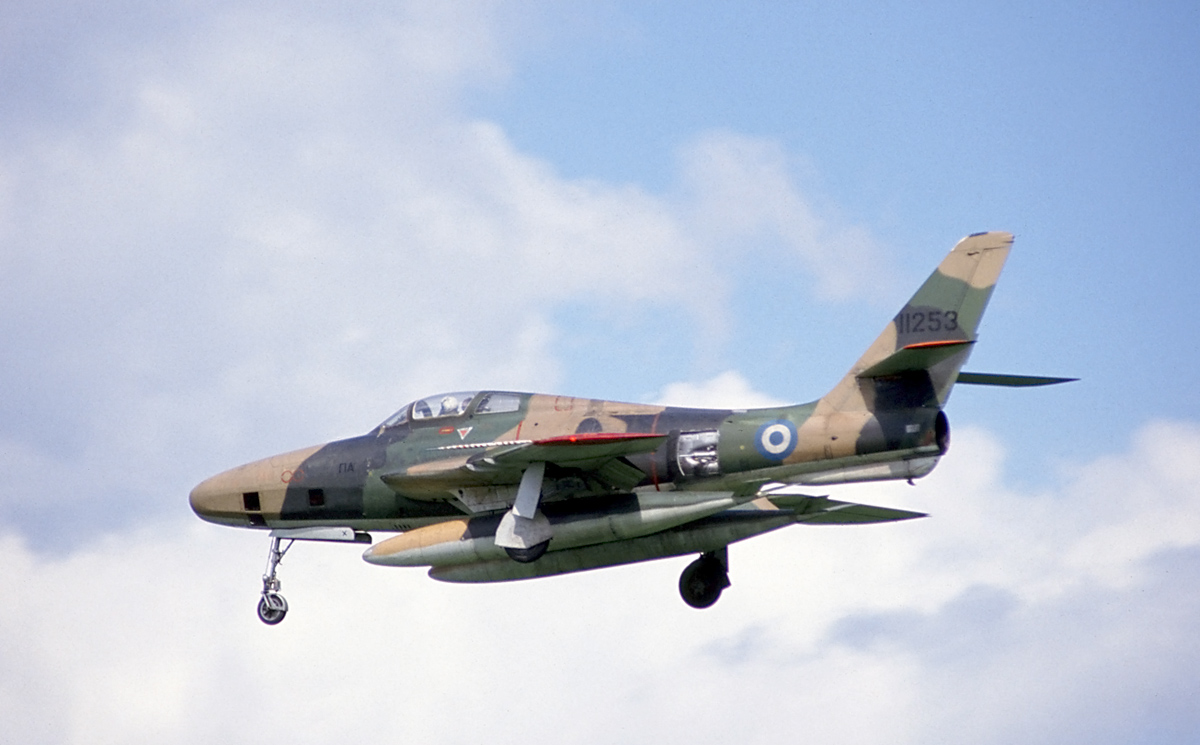
Griekse luchtmacht RF-84F Thunderflash in 1988.

De eerste straaljager die door de Griekse luchtmacht werd gevlogen was de Republic F-84 Thunderjet in 1955. Het werd ook gevlogen door het eerste luchtmacht-kunstvliegteam 337 SQ "Griekse Vlam" (Grieks: Ελληνική Φλόγα). De RF-84F kwam in dienst bij het 348 Tactical Reconnaissance Squadron in 1956. Hoewel de F-84G in 1954 en 1955 werd vervangen door de Canadair Sabre 2 nadat 100 eenheden uit dienst waren gegaan bij de Royal Canadian Air Force en opgewaardeerd waren in het Verenigd Koninkrijk voordat ze binnenkwamen dienst bij de Griekse luchtmacht, de RF-84F bleef in dienst tot 1991. De Lockheed T-33 werd ook geleverd als lesvliegtuig in 1955. Sommige RT-33's werden gebruikt voor verkenningsmissies.
Eind jaren zestig verwierf de Griekse luchtmacht nieuwe straalvliegtuigen. Deze omvatten de Convair F-102 Delta Dagger (in dienst 1969-1975), de Lockheed F-104 Starfighter en de Northrop F-5 Freedom Fighter. De F-104 en F-5 bleven in dienst tot midden tot eind jaren tachtig.
Halverwege de jaren zeventig werd de Griekse luchtmacht verder gemoderniseerd met leveringen van de Dassault Mirage F1CG-vloot, de Chance Vought A-7 CorsairII (inclusief een aantal TA-7H's) en de McDonnell Douglas F-4 Phantom II's.
In 1993 leverde de Amerikaanse luchtmacht 62 extra A-7E's en TA-7C's, waardoor de lucht-grondcapaciteiten van de Griekse luchtmacht verder werden vergroot. Deze vliegtuigen bleven in dienst tot 2011.

### Modernisering (1980-1997)

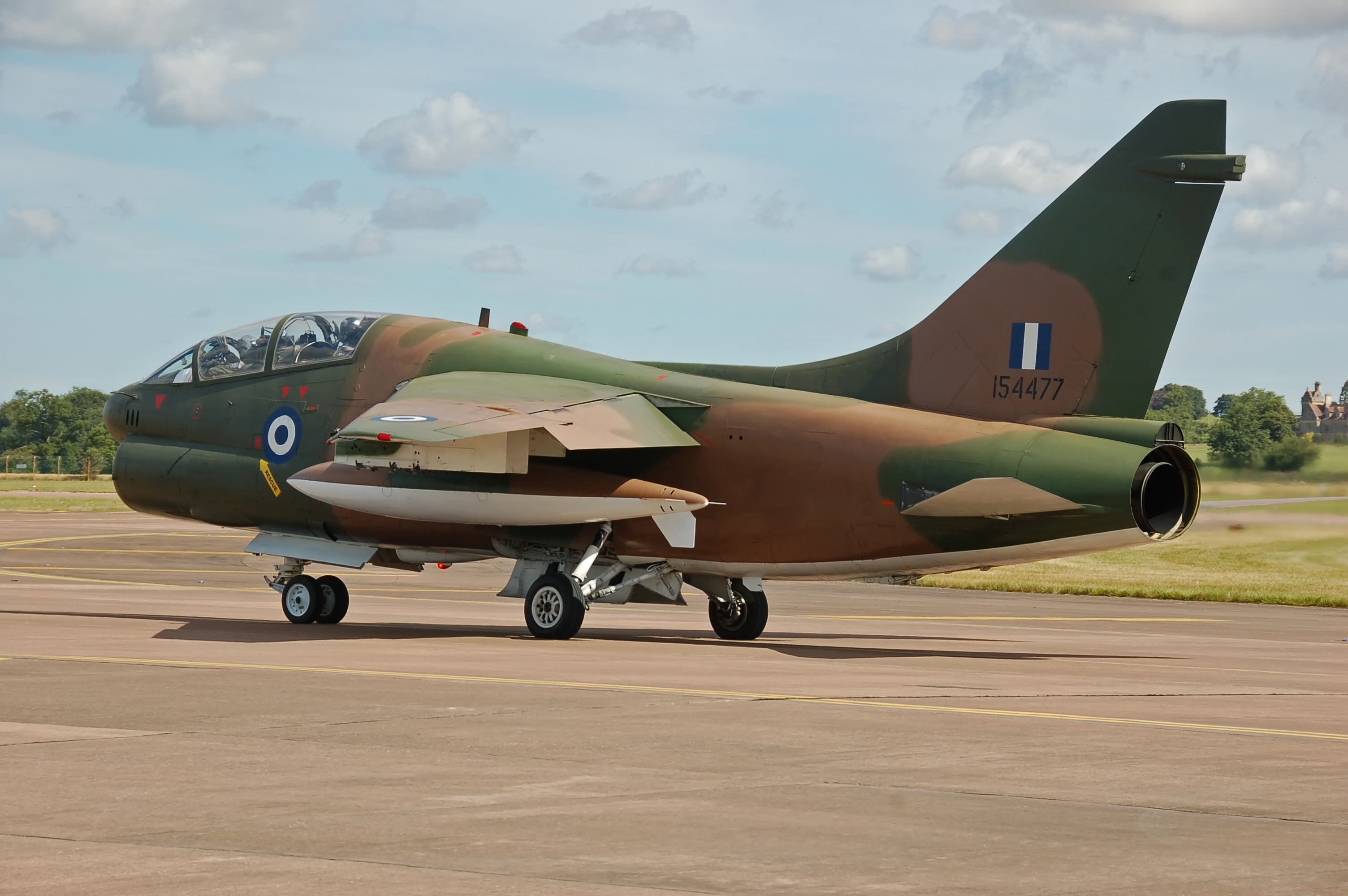
Een TA-7C Corsair II van de Griekse luchtmacht vertrekt vanaf de Royal International Air Tattoo, Engeland (2014).

Tot eind jaren tachtig voerde de Griekse luchtmacht raketten met Amerikaanse kernwapens op de LTV TA-7C Corsair II. Als gevolg van de Grieks-Turkse spanning rond de Turkse invasie van Cyprus in 1974 hebben de VS de kernwapens van de Griekse en Turkse alarmeringseenheden naar de opslag gebracht. Griekenland zag dit als een nieuwe pro-Turkse zet van de NAVO en trok haar troepen van 1974 tot 1980 terug uit de militaire commandostructuur van de NAVO.
In maart 1985 kondigde de Griekse regering de aankoop aan van 34 F-16C en 6 F-16D Block 30-varianten in het moderniseringsprogramma "Peace Xenia I". In dezelfde maand bestelde Griekenland 36 eenzits Mirage 2000 EG en vier tweezits Mirage 2000 BG, als onderdeel van het moderniseringsprogramma "Talos".

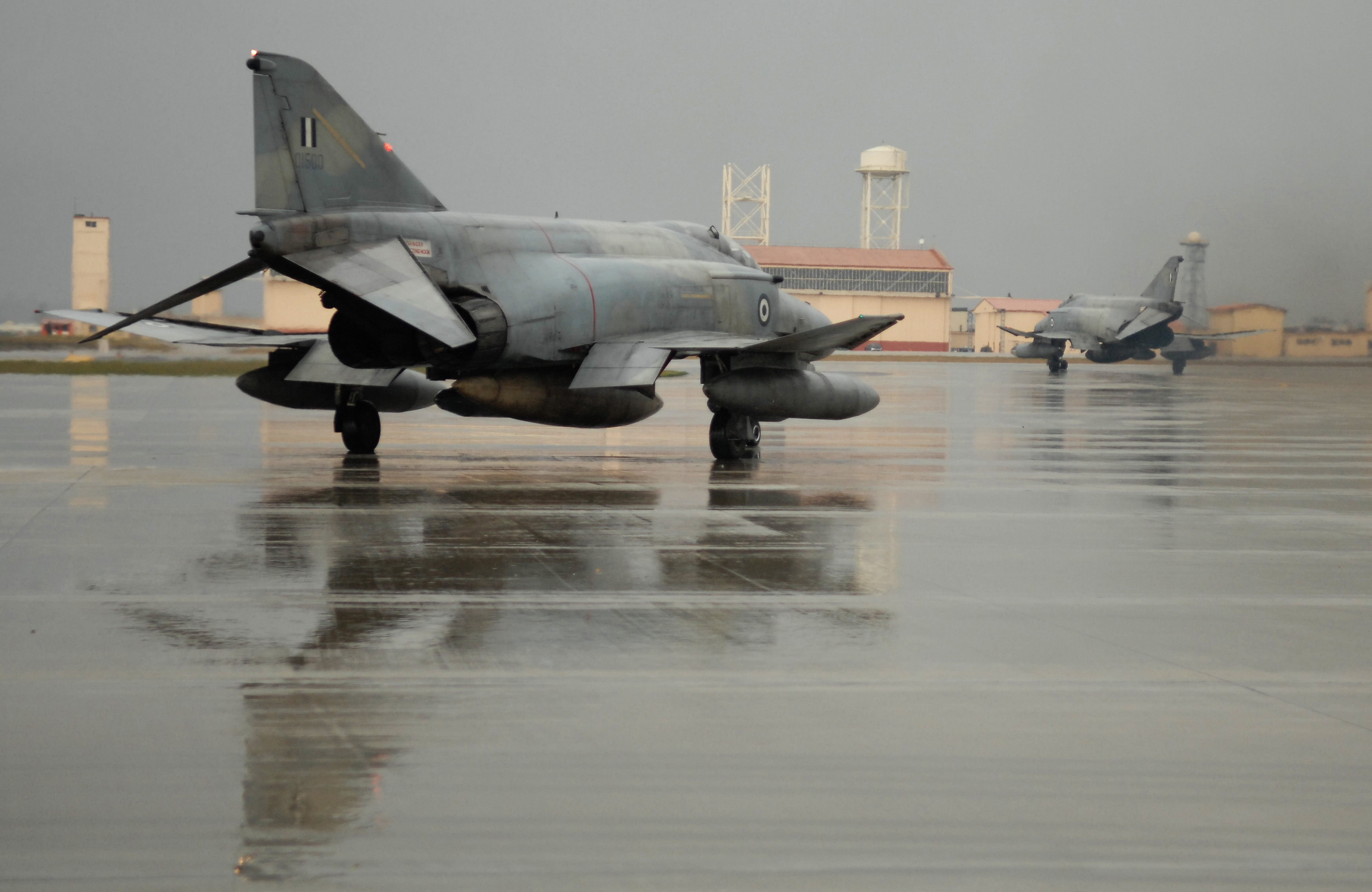
Twee F-4E Phantom II van de Griekse luchtmacht vertrekken van Aviano Air Base, Italië.

Vervolgens werden in 1989 de eerste jagers van de vierde generatie geïntroduceerd, wat het begin betekende van een nieuw tijdperk: de eerste Mirage 2000 EG/BG- vliegtuigen werden afgeleverd aan de 114 Combat Wing op de luchtmachtbasis Tanagra en voorzagen de 331 en 332 squadrons. In januari 1989 arriveerde het eerste F-16C / D-blok 30 in gevechtswing 111 op de luchtmachtbasis Nea Anchialos en werden toegewezen aan de 330 Thunder en 346 Jason-onderscheppingssquadrons in de luchtmachtbasis Larissa.
Op 29 maart 1991 werd de RF-84F uit dienst gesteld na 34 jaar en 7 maanden operationele levensduur. In november 1992 werden er meer RF-4E 's geleverd aan het 348 "Eyes" Tactical Reconnaissance Squadron.
In 1993 begon het moderniseringsprogramma "Peace Xenia II". Griekenland bestelde 32 F-16C en 8 F-16D, Block 50-variant. De eerste Block 50 werd op 25 juli 1997 afgeleverd. Deze vliegtuigen, uitgerust met de LANTIRN navigatie- en richtpod, evenals AIM-120 AMRAAM en AGM-88 HARM raketten, werden toegewezen aan de 341 " Arrow " en 347 " Perseus " squadrons op de luchtmachtbasis Nea Anchialos. De basismissie van 341 " Arrow " squadron is Suppression of Enemy Air Defences (SEAD). De rol van het 347 Perseus- squadron zijn lucht-grondmissies.

### Overgang naar de 21e eeuw (1998-2007)

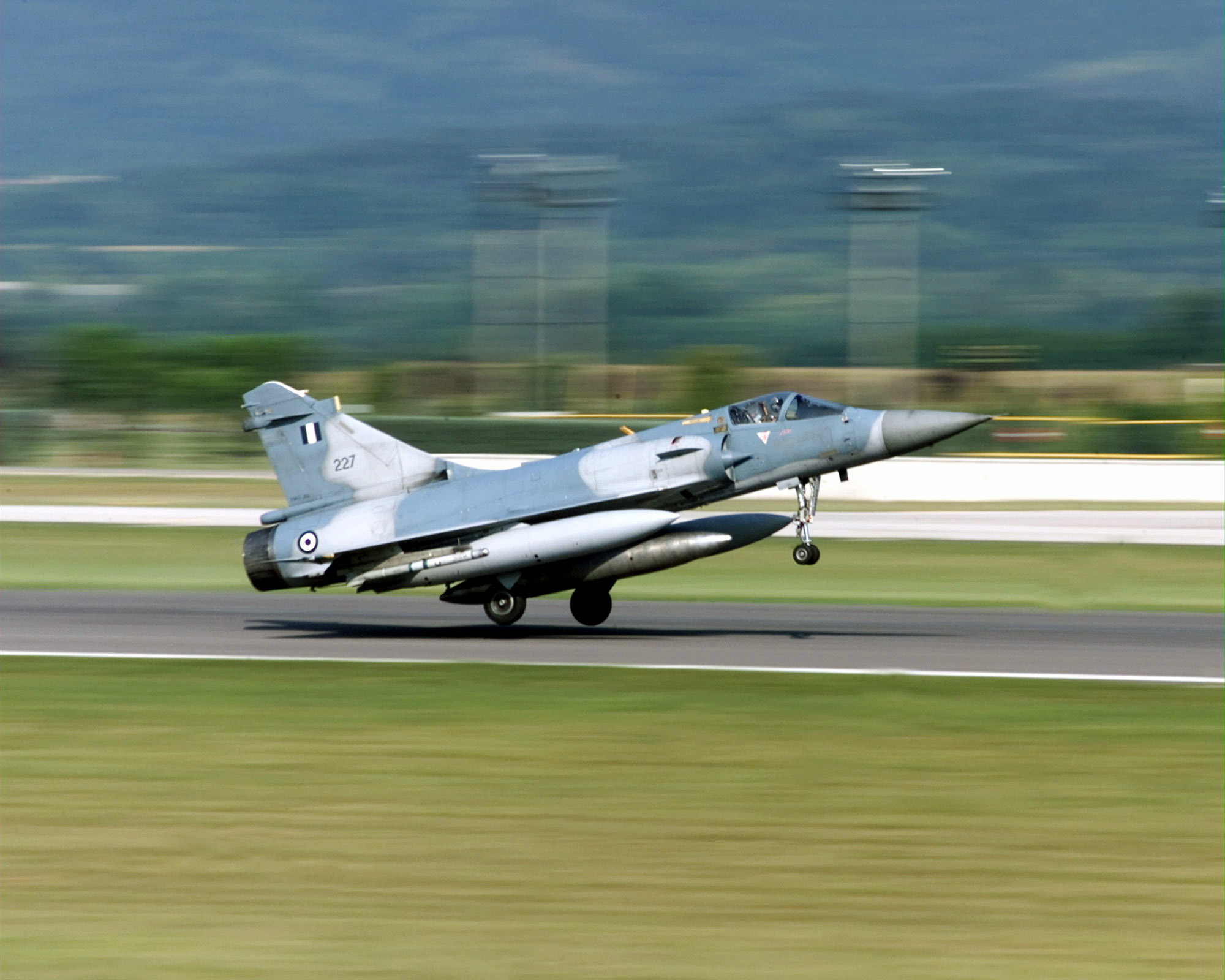
Een Mirage 2000 van de Griekse luchtmacht stijgt op.

In 1998 besloot Griekenland, in samenwerking met de Duitse lucht- en ruimtevaartindustrie (DASA) en de Griekse lucht- en ruimtevaartindustrie (HAI/EAB), om 39 F-4E Phantom II- jagers te upgraden. Het eerste vliegtuig werd in december 2002 op de vliegbasis Andravida afgeleverd. Dit vliegtuig, genaamd "Princess of Andravida" (s/n 72-01523), was uniek omdat het niet uitgerust was met het M61 Vulcan-kanon. Alle opgewaardeerde F-4's waren uitgerust met de nieuwe AN/APQ-65YG-radar, vergelijkbaar met die van de F/A-18 Hornet, een nieuwe ingebouwde Mission Control Computer (MCC), een Head-up display, de IFF Interrogator, Multi Function Displays en waren ook in staat om een verscheidenheid aan geavanceerde lucht-luchtraketten en lucht-grondraketten te vervoeren. Deze omvatten de AIM-120 AMRAAM (hoewel alleen de -B-editie), de AIM-9M-raket, de AFDS en de hele familie van de Paveway (I, II en III) lasergeleide bommen.
Deze vliegtuigen waren de F-4E Peace Icarus 2000 (PI2000) of F-4E Phantom II AUP (Avionics Upgrade Program) -varianten. Hoewel de geleidelijke uitval van F-4-eenheden in 2017 begon met het oog op vervanging ervan door extra nieuwe F-16's, zijn deze vliegtuigen nu nog operationeel in multi-role missies met het 338 Squadron " Ares " en het 339 Squadron "Ajax" gevestigd in de luchtmachtbasis Andravida. Onlangs is volgens de bemanning van 338 Squadron "Ares" de F-4E Phantom II PI2000 (AUP) gecertificeerd voor gebruik van GBU-27 Paveway III lasergeleide bommen, waardoor het vliegtuig een uitstekend en modern platform voor precisie-aanvallen.

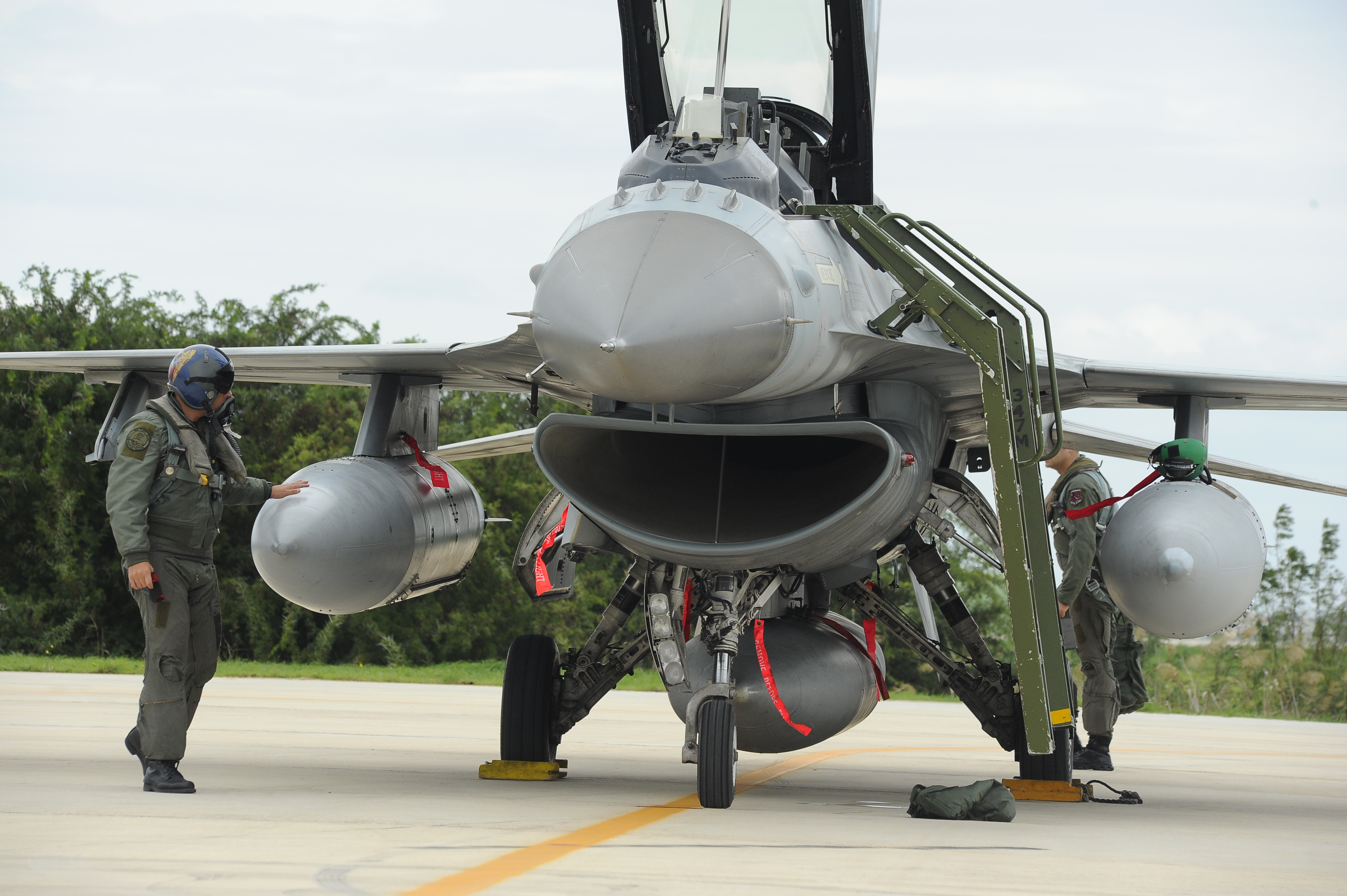
Een Griekse luchtmachtpiloot wandelt rond zijn F-16 na terugkeer van een Composite Air Operations (COMAO) missie.

In 2000 besloot Griekenland een groot aantal jagers aan te schaffen ter vervanging van de resterende niet-geüpgradede F-4E Phantoms, een aantal A-7 Corsairs en de vloot van Mirage F1CG's. Er is een bestelling geplaatst voor 60 F-16 Block 52 Plussen. De bestelling betrof 50 eenzitters van de C-versie en 10 tweezitters van de D-versie.
Tot 2001 nam Griekenland deel aan het "delen van kernwapens" van de NAVO, waarbij de A-7 Corsair II werd gebruikt om tactische B61-kernwapens van de luchtmachtbasis Araxos in te zetten. Griekenland besloot toen strategisch om alle in Griekenland opgeslagen kernwapens te verwijderen en kocht geen vliegtuigen meer met nucleaire montagemogelijkheden.
In september 2004 besloot Griekenland ook al zijn bestaande Mirage 2000 te upgraden naar de Mirage 2000-5F Mark 2 (Mk2) -standaard en een bijkomende bestelling te plaatsen voor 15 nieuwe Mirage 2000-5Mk2-vliegtuigen. Het project is uitgevoerd door Dassault Aviation en de Hellenic Aerospace Industry (HAI/EAB). De Mirage 2000-5Mk2 heeft een nieuwe en krachtigere radar, verbeterde lange afstand Air-to-Ground-mogelijkheden, waaronder het SCALP EG kruisvluchtwapen, een nieuw zelfbeschermingssysteem (SPS), een nieuw traagheidsnavigatiesysteem (INS), een Glass Cockpit en de toevoeging van de mogelijkheid tot bijtanken in de lucht.
Uiteindelijk was de Griekse luchtmacht in 2005 officieel de eerste luchtmacht ter wereld die de F-16 Block 52 Plus aan zijn inventaris toevoegde, sinds de eerste vliegtuigen werden afgeleverd. Dit geavanceerde F-16-type is een verbeterde versie van de Block 50 met een krachtigere radar, conforme brandstoftanks voor een groter operationeel bereik, geavanceerde communicatiesystemen, een verbeterde motor, Joint Helmet Mounted Cueing System (JHMCS) en kan meer geavanceerde wapens meevoeren, waaronder de IRIS-T lucht-luchtraket. Drie squadrons opereren met dit type F-16. Deze squadrons zijn het 337 Squadron "Ghost" op de vliegbasis Larissa, het 340 Squadron "Fox" en het 343 Squadron "Star" op de luchtmachtbasis Souda.
In 2007 bestelde de Griekse regering nog eens 30 F-16-jagers, 20 éénzitters en 10 dubbelzitters. Deze keer was de vliegtuigvariant echter de F-16C / D Block 52+ Advanced, die speciaal was aangepast voor de Griekse luchtmacht en door Lockheed Martin werd aangeboden als F-16 52M, vanwege de verbeterde rekenkracht van de missie aan boord computer (MMC). Het verschil tussen de Block 52+ en de Block 52+ Advanced is het Link-16- communicatiesysteem van de Advanced-versie, evenals een krachtigere Mission Control-computer, een extra multifunctioneel display met een beweegbare kaartnavigatie, geavanceerd Debriefing-systeem en de mogelijkheid om de RECCE Reconnaissance Pod te dragen. De eerste vliegtuigen werden in mei 2009 geleverd en vliegen met het 335 Squadron " Tiger " op de vliegbasis Araxos.

### De afgelopen jaren en toekomstige plannen

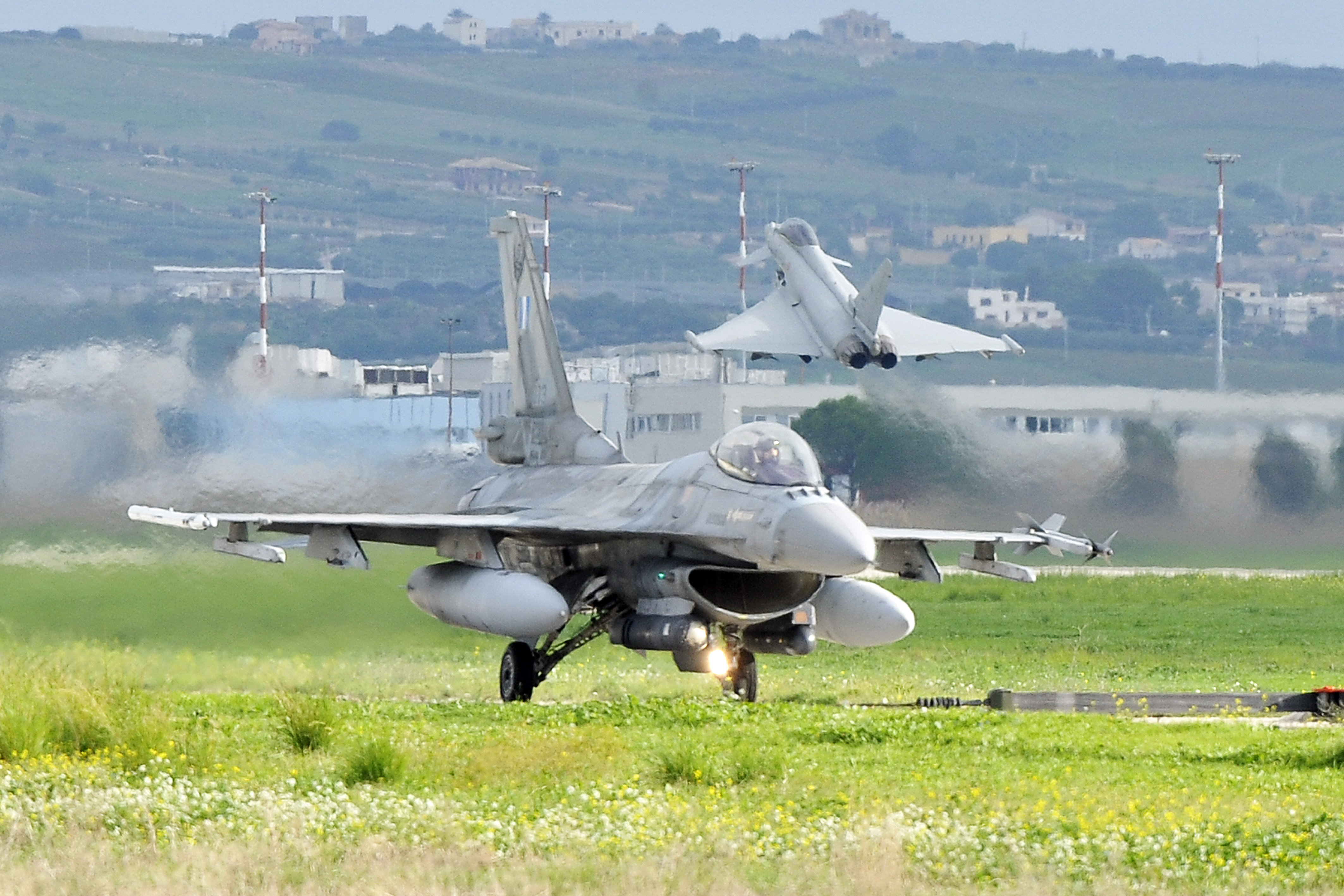
Een Griekse F-16 op de taxibaan tijdens NAVO-oefening Trident Juncture 15, met een Typhoon van de Aeronautica Militare die opstijgt in de achtergrond.

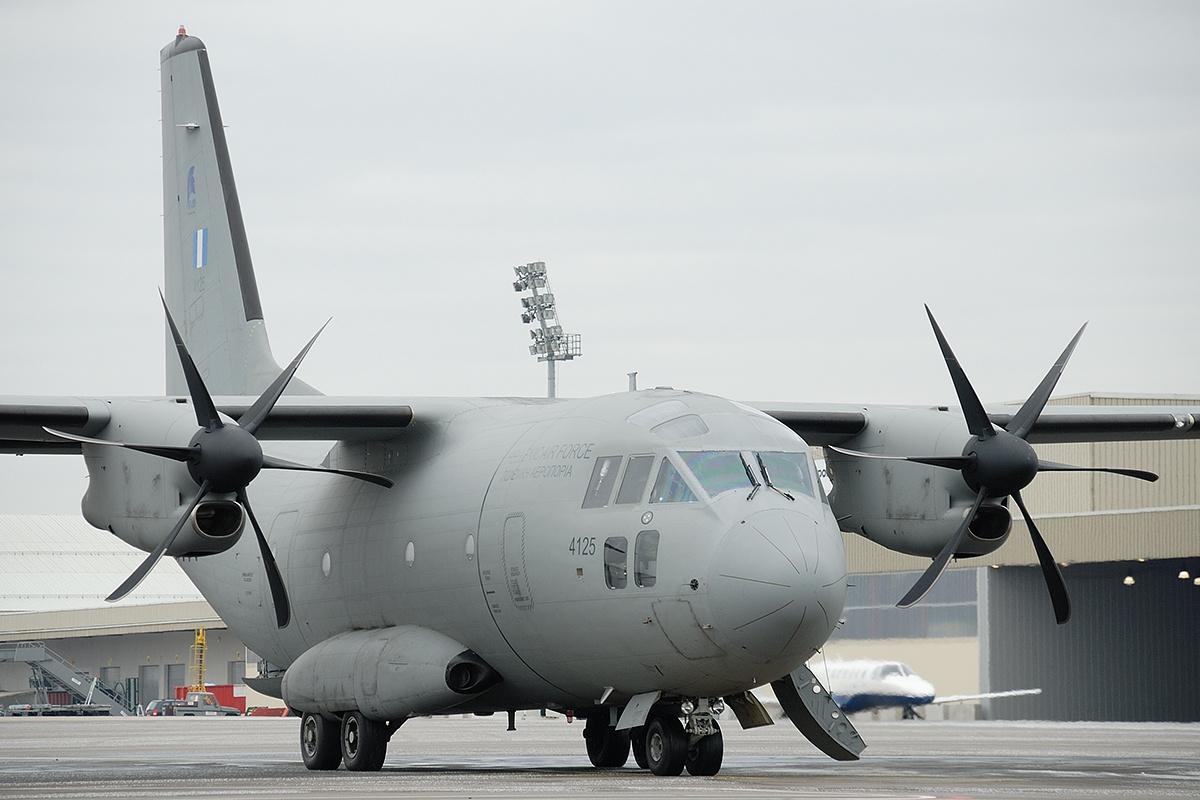
Een C-27J Spartan van de Griekse luchtmacht in Luxemburg.

Vanwege de veroudering en uit dienst stelling van eenheden die hun operationele cyclus hebben beëindigd (A-7E Corsair II en F-4 Phantom II), verheugde de Griekse luchtmacht zich op het verwerven van nieuwe 4e, 4,5e of 5e generatie jagers en tegelijkertijd een totaal aantal van 300 geavanceerde jagers te handhaven, volgens de studie van de Supreme Air Force Council "2007–2012 operational planning" die in 2007 werd gepubliceerd. Kandidaten voor de nieuwe generatie vliegtuigen waren de Dassault Rafale, F-35 Lightning II, F/A- 18E/F Super Hornet, MiG-35 en de Soechoj Soe-35.
Tijdens de Griekse staatsschuldencrisis dwongen de bezuinigingen (2011–2013) de Griekse luchtmacht om veel van zijn F-16's aan de grond te houden vanwege een gebrek aan reserveonderdelen en onderhoud. Uiteindelijk heeft Griekenland in 2015 de Amerikaanse regering verzocht reserveonderdelen te leveren ter ondersteuning van haar F-16, F/RF-4E, C-130H / B, C-27J, T-6A/C en andere vliegtuigen met systemen / subsystemen van Amerikaanse oorsprong. De geschatte kosten van deze bestelling waren $ 160 miljoen. Bovendien hebben de bezuinigingen in het verleden, hoewel ze geen significante invloed hadden op de luchtmacht-capaciteiten, enkele langverwachte programma's voor de toekomst vertraagd. Het moderniseringsprogramma van de luchtmacht schatte in 2007 dat een aankoop van 45 geavanceerde trainingsvliegtuigen, 15 SAR-helikopters en 40–60 nieuwe jagers nodig was. Sommige van deze programma's zijn geannuleerd of vertraagd.
Om de leemte op te vullen, heeft de Griekse luchtmacht speciale middelen voor de upgrade van de vloot van haar bestaande Mirage 2000- en F-16-jagers. Vanaf 2018 is Lockheed Martin gecontracteerd om 84 F-16C / D Block 52+ en Block 52+ Advanced (Block 52M) te upgraden naar de nieuwste F-16V Block 70/72 (F-16 Viper)-standaard, met mogelijkheden voor de vloot die alleen beschikbaar is in jagers van de 5e generatie, zoals de F-35 Lightning II. Deze upgrade werd door de luchtmacht ook beschouwd als een essentiële eerste stap voor toekomstige compatibiliteit met de F-35-jager, voor het geval Griekenland die uiteindelijk aankoopt. Hoewel de eerdere F-16C / D Block 30- en Block 50-vliegtuigen van de Griekse luchtmacht niet bij de upgrade zijn inbegrepen, wordt ervan verwacht dat ze apparatuur ontvangen die is gedoneerd van de geüpgradede platforms. Het upgradeprogramma is gepland voor 2027.

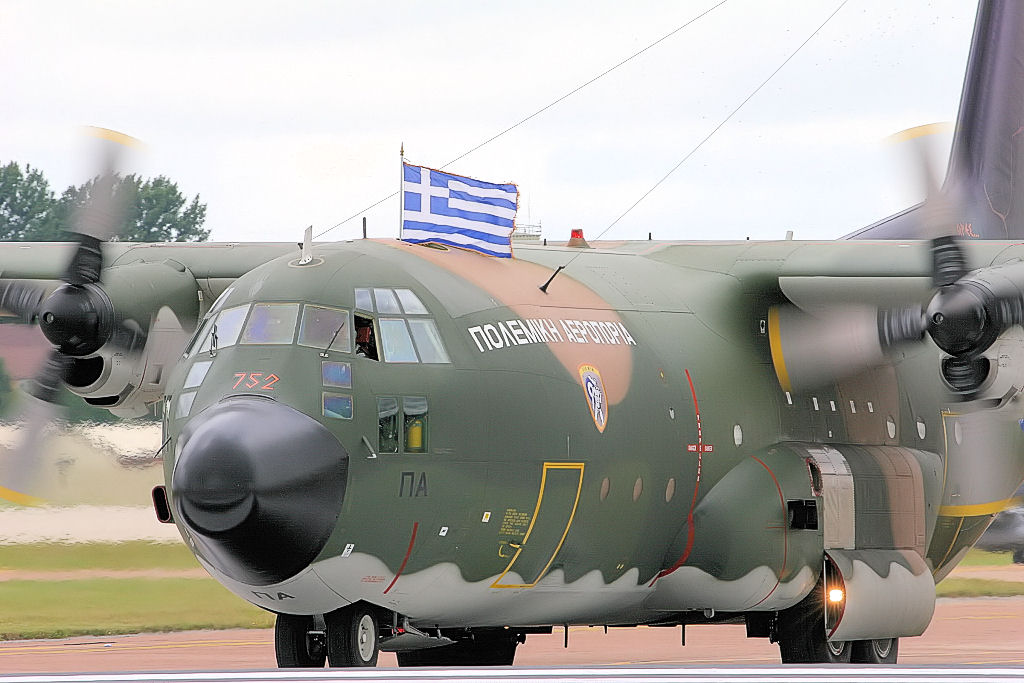
Een Griekse C-130 Hercules in Fairford, Engeland.

In juli 2016 is de upgrade van 6 opgeslagen Lockheed P-3B Orion-marine-ondersteuningsvliegtuigen gestart, waardoor de levensduur van vier casco's is verlengd tot ten minste 2025. Het eerste geüpgradede vliegtuig werd in mei 2019 geleverd en kreeg, net als alle andere drie upgrades, de opdracht toegewezen aan de luchtvaart van de Marine commando van de Griekse marine, daarom niet langer onder het bevel van de Griekse luchtmacht.
In april 2019 suggereerden nieuwe ontwikkelingen dat Griekenland, als onderdeel van het selectieproces voor de nieuwe geavanceerde luchtmacht-jager, de Lockheed Martin F-35 overwoog als vervanging van zijn oudere F-16 Block 30's of F-4 Phantoms en als complementair aan het F-16V-upgradeprogramma, maar de aankoop van het nieuwe vliegtuig zou afhangen van de fiscale plannen van het land en het vermogen van Washington om een betalingskader voor de lange termijn te bieden. Tegelijkertijd bevestigde het United States Department of Defense Griekenland als een van de vijf landen die als potentiële nieuwe klanten zouden worden beschouwd. In januari 2020 heeft Griekenland formeel belangstelling getoond voor de verwerving van de F-35 en deelname aan het F-35-programma, na een bezoek van de Griekse premier Kyriakos Mitsotakis naar het Witte Huis. Een cijfer van 20 vliegtuigen kwam op de markt, dat niet eerder dan 2024 zou worden verworven, nadat de upgrade van de Griekse F-16-vloot met succes was voltooid.

## Politiek en politieke betrokkenheid
Volgens de Griekse grondwet en de Griekse doctrine van strijdkrachten na 1974 is het wettelijk verplicht dat de strijdkrachten van Griekenland te allen tijde politiek neutraal blijven. In de beginjaren werd de luchtmacht echter beschouwd als politiek rechts en royalistisch. Desalniettemin bleek het officierskorps de meest politiek linkse van de strijdkrachten. Tijdens de Griekse Burgeroorlog hekelden de officieren van het Griekse leger hun tegenhangers van de luchtmacht als "linksen" en "communisten" en beschouwden hen als ontrouw en onbetrouwbaar.
Tijdens de staatsgreep van de kolonels (1967–1974) hielp de koning Constantijn II in zijn mislukte tegenpoging van december 1967 en vele vooraanstaande hoge officieren van de luchtmacht werden gemarteld door de ESA-mannen van Dimitrios Ioannidis. De enige luchtmachtofficier die een belangrijke rol speelde in het dictatoriale regime was Antonis Skarmaliorakis.
Nadat Andreas Papandreou en zijn Panhellenic Socialist Movement (PASOK) in 1981 aan de macht kwamen, waarmee een einde kwam aan een lange conservatieve dominantie in de Griekse politiek, bleken de luchtmachtofficieren de meest enthousiaste supporters van Papandreou in de strijdkrachten te zijn. Premier Papandreou gaf hem de 'gunst' terug en in 1984 maakte hij een luchtmachtmaarschalk, stafchef van de nationale defensie, waardoor dit de eerste keer was dat iemand van de luchtmacht die functie bekleedde.
In de internationale politiek heeft het antagonisme tussen Griekenland en Turkije het voor de Griekse luchtmacht noodzakelijk gemaakt om een kwantitatief en kwalitatief evenwicht te bewaren. Jarenlang, vaker wel dan niet, voeren Griekse en Turkse piloten nepgevechten boven de Egeïsche zee. Door de eerdere economische problemen van Griekenland werd het voor de luchtmacht minder waarschijnlijk om, zoals oorspronkelijk gepland, extra geavanceerde jagers aan te schaffen. Daarom zou dit de balans van de luchtmacht in het oostelijke Middellandse Zeegebied kunnen hebben beïnvloed. Dit scenario is tot dusver verhinderd door negatieve ontwikkelingen in het Turkse F-35-programma in 2019, toename van diplomatieke spanningen in de bilaterale betrekkingen tussen Turkije en de VS in dezelfde periode en tegelijkertijd het besluit van Griekenland om de middelen te besteden aan de verdere upgrade van zijn bestaande F-16- en Mirage 2000-vloot.
Vanwege het bestaan van de “Joint Defence Doctrine” tussen Griekenland en Cyprus is de Griekse luchtmacht ook verantwoordelijk voor de verdediging van het Cypriotische luchtruim, aangezien Cyprus geen eigen luchtmacht heeft. Luchtmachtvliegtuigen moeten het eiland kunnen bereiken en gedurende langere tijd en eventueel onder gevechtsomstandigheden boven het Cypriotische luchtruim kunnen blijven. De dichtstbijzijnde Griekse vliegbasis op het eiland Kreta ligt 700 km van Cyprus. Bovendien streeft de luchtmacht ernaar om te kunnen toeslaan op afstanden van meer dan 1.000 km van haar basissen.

## Vliegtuigen
Volgens het Griekse ministerie van Nationale Defensie beschikt de Griekse luchtmacht over in totaal meer dan 400 vliegtuigen van alle soorten. Na de uit dienst stelling van de A-7 Corsair- en RF-4E Phantom II- vloot heeft de Griekse luchtmacht 230 jagers in dienst, waarvan 193 vliegtuigen van de vierde generatie. Nummers in dienst zijn ontleend aan referenties en zijn geldig vanaf 2019.

## Markeringen en camouflage van vliegtuigen

Roundel van de Griekse luchtmacht

"Fin Flash" van de Griekse luchtmacht.

Het primaire camouflageschema dat door de Griekse luchtmacht wordt gebruikt, is de "Egeïsche Geest" ( Grieks: Φάντασμα του Αιγαίου) regeling. Dit wordt per vliegtuigtype enigszins aangepast, maar is standaard voor alle gevechts- en transportvliegtuigen in de inventaris. Sommige training-, zoek- en reddingsvliegtuigen en brandweervliegtuigen zijn gedeeltelijk of volledig gekleurd in goed zichtbare kleuren voor identificatie en gemakkelijker lokaliseren na een ongeval. De luchtmacht gebruikt ook vaak kleurrijke herdenkingsplannen om jubilea en andere speciale gelegenheden te markeren of voor vertoningsdoeleinden. Op alle vliegtuigen worden nationale markeringen aangebracht, waarbij het nationale roundel bestaat uit concentrische blauwe, witte en blauwe ringen op de rompzijden en vleugeloppervlakken en een driekleurige "fin flash" van vergelijkbare blauwe, witte en blauwe horizontale strepen op het roer. De woorden Πολεμική Αεροπορία (of gewoon de afkorting ΠΑ) worden ook op de romp toegepast, hoewel dit in de huidige regelingen minder gebruikelijk is. Op vliegtuigen in het Egeische Geest-schema kunnen markeringen voor slecht zicht worden toegepast waarbij blauw wordt vervangen door donkergrijs en wit door lichtgrijs.
Oorspronkelijk behielden veel vliegtuigen in dienst het basiskleurenschema waarin ze waren verworven. Vóór de Tweede Wereldoorlog kregen gevechtsvliegtuigen een groen en bruin bovenblad met een witte of hemelsblauwe onderkant, vergelijkbaar met de Royal Air Force. Na de oorlog dienden straaljagers, zoals de Sabre en Starfighter, in een gepolijst metalen schema. Later kregen de meeste vliegtuigen opnieuw groene en bruine camouflage, in overeenstemming met het Zuidoost-Azië-plan van de USAF, in Vietnam aangeduid als camouflage van Vietnam. A-7 Corsair II's zouden enkele van de laatste vliegtuigen zijn die met deze regeling vlogen, en ze behielden die tot ze uit dienst gingen, lang nadat alomvattende grijze schema's de normale toepassing voor Griekse vliegtuigen waren geworden. C-130 Hercules-transportvliegtuigen die al vroeg in hun carrière Zuidoost-Azië gebruikten, werden opnieuw geverfd in een algemeen grijze kleur.

## Vliegtuigongevallen en incidenten
Het ergste ongeval in de geschiedenis van de Griekse luchtmacht vond plaats op 5 februari 1991, toen een Lockheed C-130H Hercules tijdens de landing op Nea Anchialos neerstortte op de berg Othrys. Drieënzestig mensen zijn omgekomen.